# Georgia Benkart
Georgia McClure Benkart (née le 30 décembre 1947 et morte le 29 avril 2022) est une mathématicienne américaine qui est connue pour ses travaux sur la structure et la théorie des représentations des algèbres de Lie et des structures algébriques connexes.
Elle a publié plus de 100 articles dans des revues et elle est co-auteure de trois Mémoires de l'American Mathematical Society,, en quatre grandes catégories : les algèbres de Lie modulaires ; la combinatoire des représentations d'algèbres de Lie, les algèbres graduées et les superalgèbres ; ainsi que les groupes quantiques et des structures connexes. Benkart a dirigé les thèses de 22 étudiants de doctorat.

## Formation et carrière
Benkart a reçu son B. Sc. de l'Université d'État de l'Ohio en 1970 et un mastère en mathématiques de l'Université Yale en 1973. Elle a achevé son travail doctoral à Yale sous la direction de Nathan Jacobson et a écrit une thèse intitulée Inner Ideals and the Structure of Lie Algebras.  Elle a obtenu un doctorat en mathématiques de l'Université de Yale en 1974.
Après avoir terminé son doctorat, Benkart a commencé sa longue carrière à l'Université du Wisconsin à Madison, d'abord comme Instructeur MacDuffee et, pour finir, Professeur "E. B. Van Vleck" de mathématiques, jusqu'à sa retraite de l'enseignement en 2006. Elle a été professeure invitée au Mathematical Sciences Research Institute de Berkeley en Californie, à l'Institute for Advanced Study à Princeton, dans le New Jersey, au Centre pour la physique d'Aspen et à l'Université de Virginie.

## Recherches
Benkart a apporté une contribution à la classification des algèbres de Lie modulaires simples. Son travail avec J. M. Osborn sur les algèbres de Lie toroïdales de rang-un est devenu l'un des blocs de construction de la classification. La description complète des algèbres de Lie hamiltoniennes (avec Gregory, Osborn, Strade, Wilson) est autonome, et elle a également des applications dans la théorie des groupes pro-p (en).
En 2009, elle a publié, conjointement avec T. Gregory et A. Premet, la première preuve complète du théorème de reconnaissance pour les algèbres de lie graduées en caractéristiques supérieure ou égale à 5.
Au début des années 1990, Benkart et Efim Zelmanov ont commencé à travailler sur la classification des algèbres de Lie de racine graduée et des algèbres de matrices d'intersection. Ces dernières ont été introduites par P. Slodowy dans son travail sur les singularités. Berman et Moody ont reconnu que ces algèbres (des généralisations des algèbres de Kac–Moody affines) sont des algèbres de Lie de racine graduée universelles et ils les ont classifiées comme de simples systèmes racinaires lacés. Benkart et Zelmanov s'attaquent aux autres cas impliquant le “Carré” de Freudenthal–Tits soi-disant magique, et ont étendu ce carré aux superalgèbres de Lie exceptionnelles.
Plus tard Benkart a étendu ces résultats dans deux directions. Dans une série d'articles avec A. Elduque elle a développé la théorie des superalgèbres de Lie de racine graduée. Dans une deuxième série de travaux de B. Allison, A. Pianzola, E. Neher, et al. elle a déterminé la couverture universelle centrale de ces algèbres.
L'un des piliers de la théorie des représentations des groupes quantiques (et ses applications à la combinatoire) est la théorie de Kashiwara sur les bases cristal (en). Celles-ci sont des bases hautement invariantes qui sont bien adaptées pour les décompositions de produits tensoriels. Dans un article avec S.-J. Kang et M. Kashiwara, Benkart a étendu la théorie des bases cristal aux superalgèbres quantiques.
Les travaux de Benkart sur les algèbres non commutatives (en), liées à la combinatoire algébrique sont devenus un outil de base dans la construction des catégories de tenseurs.

## Prix et distinctions
Benkart reçu une bourse d'études Woodrow Wilson décernée par la Fondation Woodrow Wilson (en). Son travail dans le Wisconsin a été reconnu par une Bourse Romnes en 1985, un Prix de distinction en enseignement en 1987, et un WARF Mid-Career Faculty Research Award en 1996. En 2008, le congrès Groupes de Lie  et Algèbres de Lie de l'Université de Californie s'est tenu en l'honneur de Benkart. 
Elle a donné de nombreuses conférences à travers les Etats-Unis, le Canada, la France, l'Allemagne, Hong Kong, la Corée, le Mexique et l'Espagne, dont deux conférences invitées aux Joint Mathematics Meetings et une conférence plénière lors d'une réunion de la Société mathématique du Canada.
En 2000-2002 Benkart a été nommée Conférencière Polya par la Mathematical Association of America. 
Elle a été élue fellow de l'American Mathematical Society (AMS) dans la première classe de l'année 2013.
Elle a siégé aux comités de rédaction de l'American Mathematical Society for Surveys and Monographs and Abstracts, le Journal of Algebra, le Korean Mathematical Colloquium, le Nova Journal of Algebra and Geometry, Communications in Algebra et Algebras, Groups, and Geometries. 
Benkart a été active dans l'Association for Women in Mathematics (Association pour les femmes en mathématiques, AWM). Elle a été élue et a servi comme présidente de l'AWM de 2009 à 2011. En 2014, elle a été sélectionnée pour donner la Conférence Noether de l'AWM-AMS avec une intervention intitulée Walking on Graphs the Representation Theory Way.
En 2014, lors du Congrès international des mathématiciens tenu à Séoul, elle a donné la Conférence Emmy Noether de l'ICM (« Connecting the McKay correspondence and the Schur-Weyl duality »).
En 2017, elle a été sélectionnée en tant que membre de l'Association pour les Femmes en Mathématiques, première classe.

## Sélection de publications
- avec Daniel Britten, Frank Lemire: Stability in Modules for Classical Lie Algebras : A Constructive Approach, vol. 85, Providence, R.I., American Mathematical Society, coll. « Memoirs of the American Mathematical Society », 1990 (MR 1010997, lire en ligne)
- avec Bruce Allison, Yun Gao: Lie algebras graded by the root systems BCr, r ≥ 2, vol. 158, American Mathematical Society, coll. « Memoirs of the American Mathematical Society », 2002 (MR 1902499, lire en ligne)
- avec Thomas Gregory, Alexander Premet: The recognition theorem for graded Lie algebras in prime characteristic, vol. 197, American Mathematical Society, coll. « Memoirs of the American Mathematical Society », 2009 (MR 2488391)